# Bang! Bang! Bang!
『Bang! Bang! Bang!』（バン! バン! バン!）は宇都宮隆と石井妥師によるユニット・BOYO-BOZOが1995年10月21日にリリースした2枚目のシングル。

## 内容
アルバム『ACROBAT』からのシングル・カット。
表題曲はグリコ「アーモンドチョコレート」のCMソングに起用された。
カップリング曲の「カーニバルの騎士たち (alive mix)」はT.UTU名義の2ndアルバム『Water Dance』の1曲目を飾った楽曲のリミックス・バージョンである。

## 収録曲
| 全作曲: BOYO-BOZO、全編曲: BOYO-BOZO、西平彰。 |                                              |           |            |      |
| #                                              | タイトル                                     | 作詞      | 作曲・編曲 | 時間 |
| 1.                                             | 「Bang! Bang! Bang!」                        | 森雪之丞  | BOYO-BOZO  | 5:29 |
| 2.                                             | 「カーニバルの騎士たち (alive mix)」         | 川村真澄  | BOYO-BOZO  | 5:42 |
| 3.                                             | 「Bang! Bang! Bang! (オリジナル・カラオケ)」 |           | BOYO-BOZO  | 5:27 |
| 合計時間:                                      | 合計時間:                                    | 合計時間: | 16:38      |      |

## 収録アルバム
- Water Dance (#2、原曲)
- ACROBAT (#1)
- TAKASHI UTSUNOMIYA ORIGINAL SINGLES 1992-2003 (#1,#2)